# 斎藤良輔 (玩具研究家)
斎藤 良輔（さいとう りょうすけ、1911年5月20日 - 1996年11月27日）は、玩具研究家。

## 生涯
群馬県生まれ。1935年早稲田大学文学部英文科卒、朝日新聞社に入社。編集出版局、応召でジャワに渡る。1955年出版研究室副主査、『週刊朝日』副編集長。退社後文筆。
弟は芸能音楽評論家の斎藤茂（1922-）。

## 著書
- 『日本の郷土玩具』未来社 1962
- 『おもちゃと玩具』未来社 1965
- 『郷土玩具』三彩社 三彩ガイドブック 1965
- 『おもちゃと人間』雪華社 1967
- 『日本のおもちゃ』岩崎美術社 民俗民芸双書 1969
- 『おもちゃの話』朝日新聞社 1971
- 『日本のおもちゃ遊び 流行と系譜』朝日新聞社 1972
- 『すまいとおもちゃ』住宅新報社 1975
- 『ひな人形』法政大学出版局 1975
- 『昭和玩具文化史』住宅新報社 1978
- 『郷土玩具の旅』芸艸堂 1981
- 『しゃれ・ことば 言語遊戯クロニクル』未来社 1985
- 『しゃれの世相学 言語遊戯ソサイエティ』未来社 1986
- 『おもちゃ博物誌』騒人社 1989
- 『しゃれの文化史 言語遊戯アナリシス』未来社 1989
- 『南方軍政関係史料 南方徴用作家叢書 ジャワ篇 13 斎藤良輔 雑誌等所載 スラバヤ沖海戦詳報 ほか』木村一信編　竜渓書舎 1996

### 編共著
- 『日本人形玩具辞典』編 東京堂出版 1968
- 『郷土玩具辞典』編 東京堂出版 1971
- 『郷土の玩具 カラー版』薗部澄写真 家の光協会 1978
- 『絵本日本の郷土玩具』木村友禧画 有峰書店 1979
- 『児童文化の研究 幼い子どもに豊かな文化を』角尾和子共編著 川島書店 1987

## 注
1. ↑  『人物物故大年表』
2. ↑  『人事興信録』1995